# Le Figaro

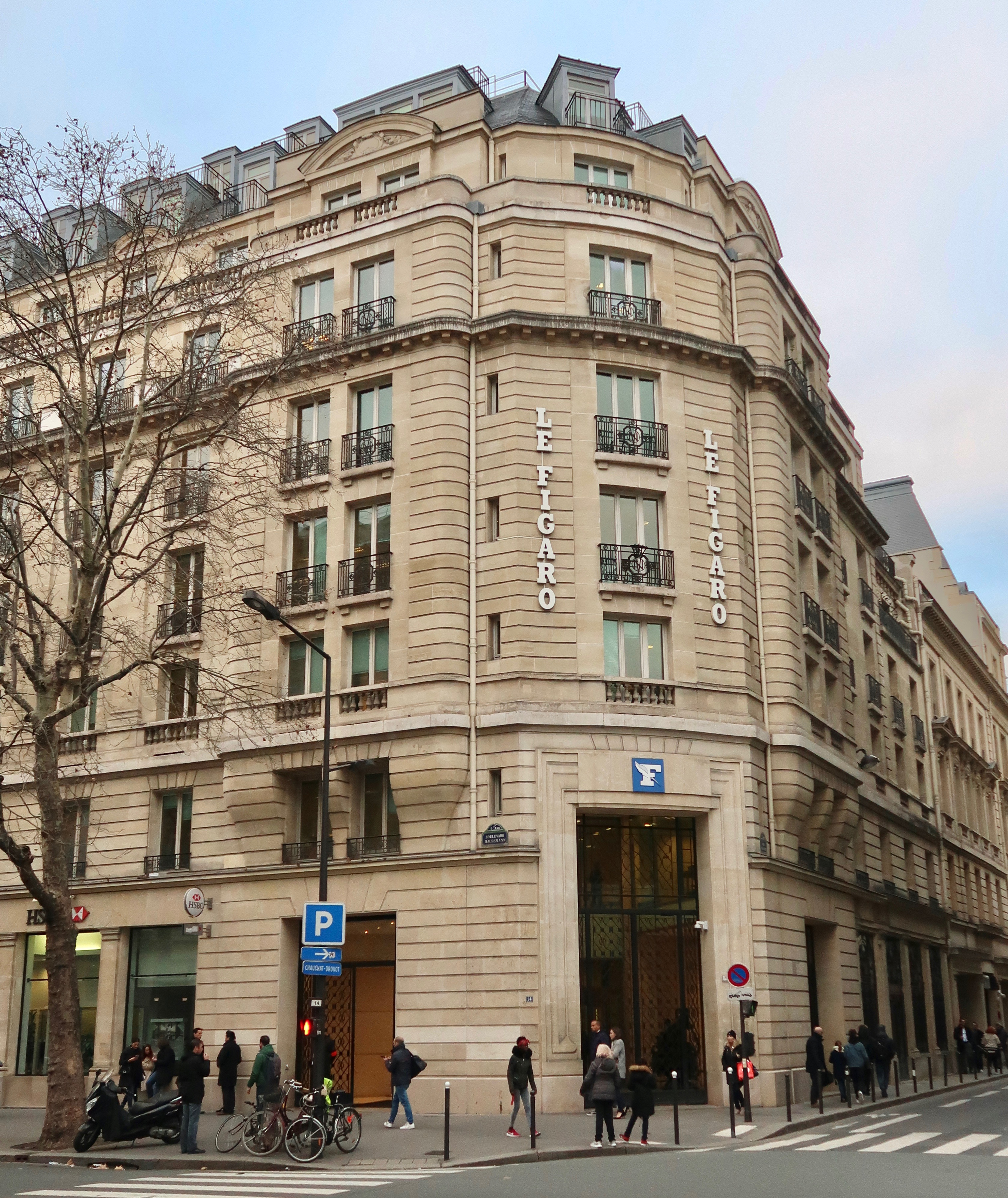
Het hoofdkantoor van Le Figaro in Parijs

Le Figaro is de meest gelezen Franse krant en het oudste dagblad dat in Frankrijk nog op nationaal niveau wordt uitgegeven. In 2022 was de oplage ruim 350.000 exemplaren. De krant werd op 15 januari 1826 opgericht als weekblad, tijdens de regeerperiode van koning Karel X. Het plaatst zich thans rechts van het politieke midden.
De titel is afgeleid van de barbier Figaro, het hoofdpersonage van enkele beroemde toneelstukken van Beaumarchais (1732-1799), zoals Le barbier de Séville (1715) en Le Mariage de Figaro (1778). Een citaat uit dit laatste stuk is als motto van de krant aangenomen: "Sans la liberté de blâmer, il n'est point d'éloge flatteur" (Zonder de vrijheid om de schuld te geven, is er geen vleiende lof).
Le Figaro werd in 1975 overgenomen door Socpresse, sinds 2004 een dochtermaatschappij van de Groupe Dassault. De hoofdzetel is aan de boulevard Haussmann in het 9e arrondissement van Parijs.

## Geschiedenis

### 19e eeuw
- 1826: op 15 januari richten de zanger Maurice Alhoy en de schrijver en politiek figuur Étienne Arago in Parijs een satirisch weekblad op. Het blad verschijnt op vier pagina's en de verschijning wordt vaak onderbroken door zijn satirisch karakter.
- Eind 1833: de verschijning wordt gestaakt. Nadien wordt negen keer geprobeerd om het blad opnieuw te laten verschijnen, maar al deze pogingen mislukken.
- 1854: in april heeft een poging van Hippolyte de Villemessant wel succes. De krant richt zich vooral op Parijs en is literair. Villemessant omringt zich meteen met talentvolle en vernieuwende redacteurs: hij creëert vaste rubrieken, waarin de lezers zich terugvinden en neemt korte berichten, overlijdensberichten en brieven van lezers op. Hij was ook de bezieler van de rubriek "Échos", die van de krant een succes maakte door krachtige woordspelingen, anekdotes, onbescheiden berichten en roddels, die de lezer de indruk geven dat hij behoort tot een bevoorrecht publiek dat in vertrouwen wordt genomen.
- 1856: het succes van Le Figaro is zo groot dat Villemessant besluit de verschijningsfrequentie te verdubbelen. De krant verschijnt nu op woensdag en zondag.
- 1863: een concurrerend dagblad verschijnt: Le Petit Journal. Als reactie begint Villemessant L'Évènement, eveneens een dagblad. Hij weigert immers Le Figaro in de strijd te betrekken. Le Petit Journal komt als overwinnaar uit deze confrontatie, en l'Évènement verdwijnt kort daarna, na een artikel over de rechten van de armen, dat niet in de smaak was gevallen bij de regering van Napoleon III.
- 1866: Le Figaro wordt een dagblad, maar vermijdt onderwerpen die opschudding kunnen veroorzaken en tot censuur zouden kunnen leiden. De oplage bereikt 56.000 exemplaren en de krant heeft 15.000 abonnees.
- 1867: de Figaro Littéraire et Politique gaat van start. Hierin kan Henri Rochefort zijn satirisch talent de vrije loop laten. Het verschijnen van een dergelijke krant is te verklaren door de liberalisatie van het keizerrijk. Toch flirt Rochefort met de censuur. Hippolyte de Villemessant creëert daarop een krant voor hem:[bron?] La Lanterne.
- 1871: ten tijde van de Commune van Parijs, neemt de krant een positie in tegen die beweging. Het is de eerste krant die afgeschaft wordt door de Commune. Na de nederlaag van de Commune komt de krant weer uit. Le Figaro krijgt hierdoor een aristocratisch en burgerlijke publiek.
- 1875: Hippolyte de Villemessant wordt als directeur van de krant opgevolgd door Francis Magnard.
- 1879: op 17 april verschijnt Le Figaro met een zwarte rand. Hippolyte de Villemessant is de vorige dag overleden te Monte Carlo. Verschillende persoonlijkheden zijn aanwezig op de begrafenis. Auteurs als Alphonse Daudet en Gustave Flaubert laten een getuigenis na over het verlies dat de literaire en politieke wereld ondervindt.
- 1897: Le Figaro publiceert de eerste drie artikelen van Émile Zola over de Dreyfusaffaire. Het bekende "J'accuse...!" publiceert Zola echter op de voorpagina van L'Aurore.

### 20e eeuw
- 1904: onthulling van de Affaire des fiches.
- 1914: op 16 maart wordt directeur Gaston Calmette vermoord door Henriette Caillaux. Zij is de echtgenote van de minister van Financiën Joseph Caillaux die door de krant in een perscampagne in opspraak was gebracht.
- 1922: de krant wordt gekocht door de parfumier François Coty, die de naam van de krant weer wijzigt in Figaro.
- 1929: de naam Figaro wordt opnieuw Le Figaro. De eerste kruispuzzels verschijnen.
- 1934: Lucien Romier wordt de directeur van de krant en Pierre Brisson zijn literair bestuurder. Hij vormt een briljante team van redacteuren, waaronder François Mauriac, Georges Duhamel, Jean Giraudoux, Tristan Bernard en André Maurois. De krant gaat foto's publiceren.
- 1936-1939: Le Figaro wijdt grote reportages aan conflicten als de oorlog in Ethiopië (1936), de Chinees-Japanse Oorlog en de Spaanse Burgeroorlog (1936-1939). De krant wordt onderworpen aan censuur, maar blijft verschijnen in Tours.
- 1940: Le Figaro vestigt zich in Bordeaux, Clermont-Ferrand en daarna Lyon en wordt wegens een hoofdartikel van Pierre Brisson opnieuw gecensureerd.
- Tijdens de Tweede Wereldoorlog, wordt Le Figaro in Lyon, in het onbezette deel van Frankrijk gepubliceerd.
- 1942: op 11 november, als Duitse troepen het onbezette deel van Frankrijk binnentrekken, besluit Pierre Brisson de krant stop te zetten. Hij meldt dit in een artikel aan de abonnees.
- 1944: op 25 augustus verschijnt Le Figaro opnieuw in Parijs, met een artikel van François Mauriac over Charles de Gaulle. Le Figaro wordt de krant van de MRP tegen de communisten en de socialisten.
- 1945: de oplage bereikt 213.000 exemplaren.
- 1946: begin van Le Littéraire, een gratis weekblad dat afzonderlijk verschijnt. Het verenigt Pierre Brisson, Paul Claude, Léon-Paul Fargue, Colette en Julien Green.
- 1947: Le Littéraire wordt Le Figaro Littéraire.
- 1950: de echtgenote van François Coty laat de helft van zijn aandelen in de krant over aan een groep gevormd door Jean Prouvost, die beslist dat er vanaf nu geen meerderheidsaandeelhouders zullen zijn.
- 1964: bij het overlijden van Pierre Brisson, verkoopt de echtgenote van François Coty haar resterende aandelen.
- 1970: Jean Prouvost verwerft de rest van de Coty-aandelen en wordt zo hoofdaandeelhouder van krant.
- 1974: Jean d'Ormesson wordt directeur-generaal, tot 1977.
- 1975: de krant wordt overgenomen door Robert Hersant, directeur van een groep van periodieke publicaties die tien jaar eerder een opgang begonnen was door de fusie van twee regionale kranten uit Brive-la-Gaillarde, en sinds dat moment door het tijdschrift Presse-Actualité een eventuele "nieuwe Axel Springer" werd genoemd. Hersant is zeer omstreden vanwege zijn extreemrechts antisemitisch verleden en zijn veroordeling voor collaboratie met nazi-Duitsland. De zondagse bijlage Le Figaro Magazine die drie jaar later gelanceerd wordt, wordt in die tijd als erg politiek beschouwd door de krant Le Canard enchaîné, die er een hard anagram van vormt: Le gai FroMage nazi.
- Raymond Aron verlaat de redactie van Le Figaro, na er in dertig jaar zo'n 2300 artikelen te hebben geschreven. Hij is het niet eens met de voor hem te rechtse koers sinds de overname door Hersant.
- 1999: op 29 november wordt de uiterlijke verschijning van de krant gewijzigd. Onder andere verdwijnt de tekening van Jacques Faizant van de voorpagina.

### 21e eeuw
- 2004: in juni krijgt de Groupe Dassault (GIMD) toestemming Socpresse over te nemen, waartoe Le Figaro behoort. In oktober raken de vakbonden ongerustheid over de onafhankelijkheid van de krant wegens een reorganisatie door Serge Dassault. Nicolas Beytout en Francis Morel worden de nieuwe directeuren.
- 2005: Le Figaro verhuist van de rue du Louvre 37 naar de boulevard Haussmann 14. De verhuizing begint op 9 augustus en is op 21 augustus voltooid. Op 3 oktober verandert Le Figaro voor het eerst in 30 jaar van formaat. De titel verschijnt nu op een blauwe achtergrondkleur. De krant bevat ook een economische sectie en een sectie ontspanning, die Et vous wordt genoemd.
- 2018: op 28 mei overlijdt Serge Dassault.

## Redactionele koers
Tegenwoordig is Le Figaro een rechtse en centrumrechtse krant. Een van de slogans van een publiciteitscampagne uit 2005 was "en matière d'économie nous sommes pour le libre-échange. En matière d'idées aussi" (op gebied van economie zijn we voor vrijhandel, op gebied van ideeën ook).

## Persoonlijkheden

### Directeuren
- Van 1879 tot 1914
  - Francis Magnard
  - Fernand de Rodays
  - Jules Cornély
  - Gaston Calmette, vermoord door Henriette Caillaux in 1914
- Van 1930 tot 1964
  - Alfred Capus
  - Robert de Flers
  - André Chaumeix
  - Lucien Romier
  - Pierre Brisson (van 1934 tot 1964)

### Schrijvers
Onder andere de volgende personen hebben geschreven in Le Figaro:
- George Sand, waar ze haar debuut heeft gemaakt
- Émile Zola, die er als eerste de Dreyfus-affaire heeft aangesneden
- Marcel Proust, die zelfs enkele van zijn artikelen herneemt in À la recherche du temps perdu
- André Gide
- François Mauriac, die jarenlang een column schreef, waarin hij zich in het bijzonder verzette tegen de foltering in Algerije
- Omar Sharif, waar hij zich met bridge bezighield
- Raymond Aron
- Jean d'Ormesson (als directeur)
- Paul-Marie de la Gorce
- Hélène Carrère d'Encausse
- Jean-Paul Sartre, die politiek gezien de krant niet in zijn hart droeg, heeft een reportage over de Verenigde Staten gepubliceerd bij de bevrijding
- Éric Zemmour

### Tekenaars
- Jean Sennep in de jaren 1950 en begin jaren 1960
- Daarna de jonge tekenaar Jacques Faizant

### Muziekrecensenten
Onder meer:
- Gabriel Fauré van 1903 tot 1921
- Reynaldo Hahn van 1933 tot 1945

## Edities
Elke dag wordt het dagblad aangevuld met een bijlage op zalmkleurig papier, Le Figaro Économie.
Daarenboven:
- De maandageditie heeft een bijlage in tabloidformaat, de Figaro Entreprises.
- De dinsdageditie biedt een "encyclopédie en kiosque".
- De woensdageditie heeft in de regio Parijs een bijlage voor evenementen en ontspanning, Le Figaroscope.
- De donderdageditie heeft een bijlage van acht pagina's, Le Figaro Littéraire.
- De zaterdageditie heeft een omvangrijkere bijlage in de vorm van een magazine : Le Figaro Magazine, Madame Figaro en een televisiemagazine TV Magazine. Een editie zonder bijlages wordt gepubliceerd onder de titel Le Figaro - L'Aurore

## Verspreiding
De betaalde verspreiding van Le Figaro in Frankrijk. Bron: Diffusion Contrôle (OJD), 2004.
| Titel     | 1999    | 2000    | 2001    | 2002    | 2003    |
| --------- | ------- | ------- | ------- | ------- | ------- |
| Le Figaro | 366 690 | 360 909 | 366 529 | 359 108 | 352 706 |

De gratis verspreiding (medische wachtzalen, luchtvaartbedrijven, ondernemingen, enz) bedraagt meer dan 70.000 exemplaren.